# Malus x zumi
Malus x zumi es una especie híbrida perteneciente al género Malus. Es originaria de Japón donde se encuentra en Honshu.

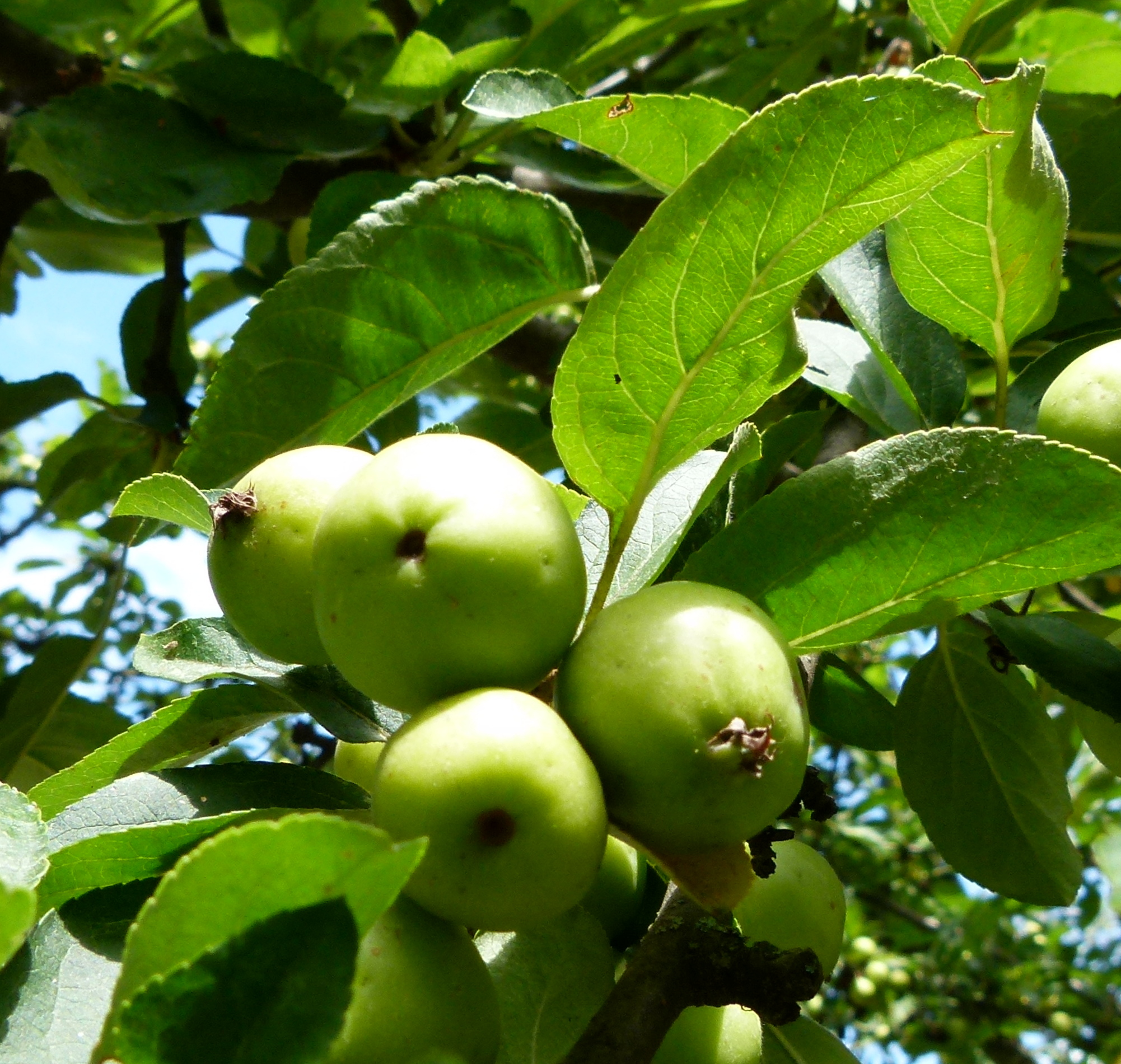
Frutos

## Descripción
Es un híbrido compuesto por las especies Malus mandshurica (Maxim.) Kom. ex Skvortsov × Malus toringo (Siebold) de Vriese.
Es un árbol caducifolio que alcanza un tamaño de 10 m de altura y 8 de ancho.

## Taxonomía
Malus zumi fue descrita por (Matsum.) Rehder y publicado en Trees and Shrubs 1(4): 191. 1905.
Etimología
Malus: nombre genérico que un nombre clásico antiguo dado a la manzana.
zumi: epíteto
Sinonimia
- Pyrus zumi Matsum.	[4]